# Podocytisus
Podocytisus é um género botânico pertencente à família Fabaceae.
A sua única espécie é  Podocytisus caramanicus, sendo originária do Leste da Europa, na Albânia, Grécia e Turquia.
Trata-se de um género reconhecido pelo sistema de classificação filogenética Angiosperm Phylogeny Website.

## Sinonímia
- Cytisus caramanicus (Boiss. & Heldr.) Nyman
- Laburnum caramanicum (Boiss. & Heldr.) Benth. & Hook.